# 特羅希門科韋
50°58′32″N 34°43′42″E / 50.97556°N 34.72833°E
特羅希門科韋（烏克蘭語：Трохименкове）是位於烏克蘭東北部的村莊，由蘇梅州蘇梅區的蘇梅市鎮負責管轄。該村距離扎希爾斯凱、赫里岑科韋和舍夫琴科韋0.5公里，2001年人口40。